# Гизо IV
Гизо IV (Giso IV.) (ок. 1073 — 12 марта 1122) — граф в Оберлангау из рода Гизоненов, с 1121 граф Гуденсберга.
Род Гизоненов известен с начала XI века. Гизо I (упом. 1008) получил в лен от императора земли в районе будущего города Марбург.
Потомок Гизо I - Гизо II в 1073 году был убит приближёнными баварского герцога Оттона фон Нордхейма в своём замке Холленде. Его сын или племянник (а может быть и брат) Гизо III упоминается как граф в Гессене.
Гизо IV - сын Матильды (ум. 1110), мужем которой был или Гизо II, или Гизо III (вторым браком замужем за графом Адальбертом фон Заффенбергом). Впервые упоминается в хартии, датированной 1099 годом.
Жена (с 1096/99) — Кунигунда фон Бильштайн (ум. 1130/38), дочь графа Руггера II фон Бильштайна, вероятно: по матери — внучка графа Вернера III фон Гуденсберга. В 1121 году после смерти Вернера IV унаследовала графство Гуденсберг. Принесла в приданое фогства монастырей Херсфельд и Св. Флорина в Кобленце.
Дети:
- Хедвиг фон Гуденсберг (ум. 1148), жена ландграфа Тюрингии Людвига I. После смерти матери и брата унаследовала все их владения.
- Гизо V (ум. 1137), гауграф в Гессене.

Гизо IV умер 12 марта 1122 г. Его вдова Кунигунда фон Бильштайн вторым браком вышла замуж за Генриха Распе I (ум. 1130) из рода ландграфов Тюрингии, который в одном из документов назван графом Гуденсберга («Henricus comes de Wodenesberg»).